# Simorcus cotti
Simorcus cotti là một loài nhện trong họ Thomisidae.
Loài này thuộc chi Simorcus. Simorcus cotti được Roger de Lessert miêu tả năm 1936.